# Epirrhoe mirabilata
Epirrhoe mirabilata är en fjärilsart som beskrevs av Augustus Radcliffe Grote 1883. Epirrhoe mirabilata ingår i släktet Epirrhoe och familjen mätare. Inga underarter finns listade i Catalogue of Life.